# GnomeBaker
GnomeBaker es una aplicación para la grabación de discos compactos y DVD bajo entornos GNU/Linux y otros sistemas operativos tipo Unix. Es parte del entorno de escritorio GNOME.

## Características
- Crear CD de datos.
- Borrar discos RW.
- Grabar DVD.
- Copiar CD de datos.
- Copiar CD de audio.
- Soporte para grabación multisesión.
- Grabar imágenes ISO existentes.
- Puede grabar vía SCSI y ATAPI sobre núcleos de Linux 2,4 y 2.6. Básicamente, si cdrecord funciona, Gnomebaker funcionará también
- Drag and drop para crear CD de datos (incluso drag and drop desde el gestor de archivos Nautilus).
- Crear CD de audio desde archivos WAV, MP3 y OGG existentes gracias a GStreamer.
- Integración con gconf para el almacenamiento de la configuración de la aplicación.